# Урды (приток Малого Кизила)
Урды — река в России, протекает по Белорецкому району Башкортостана. Устье реки находится в 81 км по левому берегу реки Малый Кизил. Длина реки составляет 14 км.
Населённых пунктов на реке нет. Через реку переброшен мост. Проходит дорога местного значения возле горы Тумсаташ. Протекает возле горы Сатанташ

## Данные водного реестра
По данным государственного водного реестра России относится к Уральскому бассейновому округу, водохозяйственный участок реки — Урал от Верхнеуральского гидроузла до Магнитогорского гидроузла, речной подбассейн реки — подбассейн отсутствует. Речной бассейн реки — Урал (российская часть бассейна).
Код объекта в государственном водном реестре — 12010000212112200001664.